# Le Trésor des sudistes
Pour plus de détails, voir Fiche technique et Distribution.
Le Trésor des sudistes (Love's Savage Fury) est un téléfilm américain réalisé par Joseph Hardy et diffusé en 1979.

## Synopsis
Pendant la Guerre de Sécession, une jeune femme sudiste essaie de tenir son foyer quand les Nordistes envahissent la région.

## Fiche technique
Sauf indication contraire, les informations mentionnées dans cette section peuvent être confirmées par la base de données cinématographiques IMDb,  présente dans la section « Liens externes ».
- Titre français : Le Trésor des sudistes
- Titre original : Love's Savage Fury
- Durée : 100 min
- Pays :  États-Unis
- Langue : anglais
- Couleur
- Son : Mono

## Distribution
- Jennifer O'Neill : Laurel Taggart
- Perry King : Col. Zachary Willis
- Raymond Burr : Lyle Taggart, Sr.
- Robert Reed : Commander Marston
- Connie Stevens : Dolby
- Ed Lauter : Sergeant Weed
- Howard McGillin : Ferris